# غوشة (فارسان)
غوشة (بالفارسية: گوشه) هي قرية تقع في قسم ميزدج سفلي الريفي في إيران. يقدر عدد سكانها بـ 907 نسمة بحسب إحصاء 2016.